# Abell 520

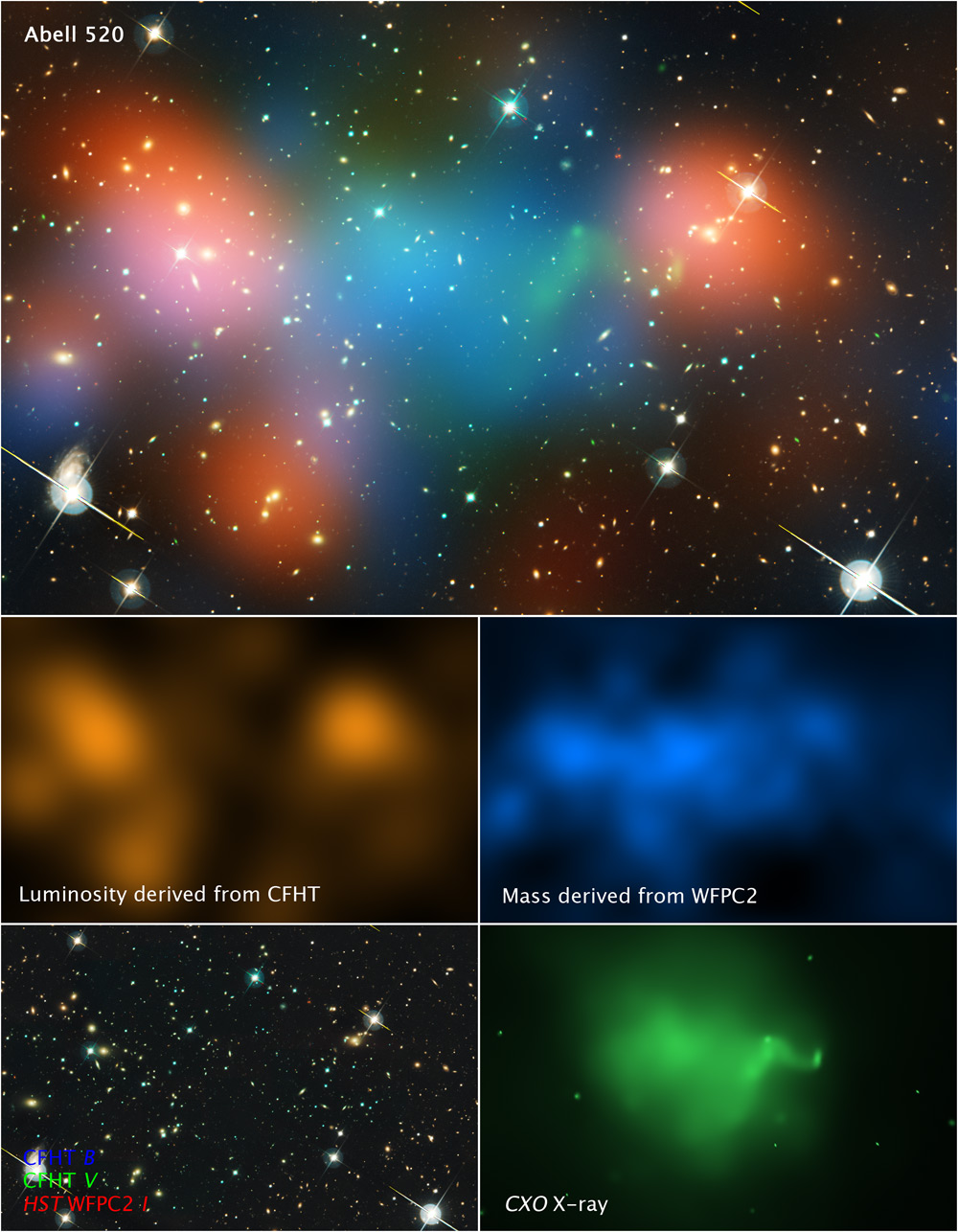
Gromada Abell 520 – zdjęcie ukazuje rozkład masy i ciemnej materii

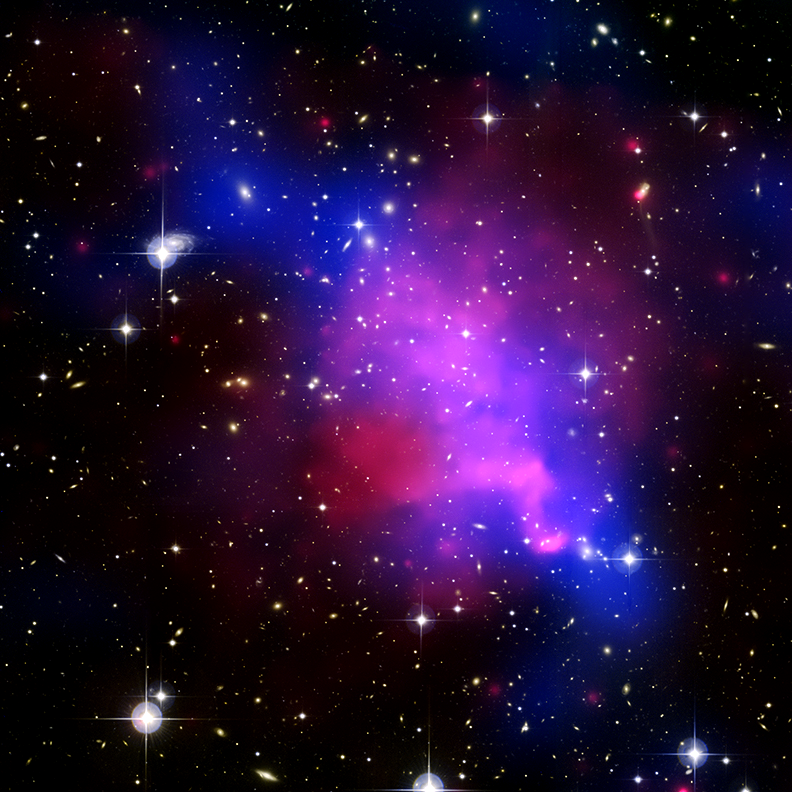
Gromada Abell 520 – w gromadzie dominuje ciemna materia, zaznaczona kolorem niebieskim

Abell 520 – gromada galaktyk znajdująca się w gwiazdozbiorze Oriona w odległości około 2,4 miliarda lat świetlnych. Gromada ta powstała w wyniku gwałtownego zderzenia i połączenia się ze sobą masywnych gromad galaktyk.
Dowodem, że zderzenie miało miejsce, jest gaz występujący w centrum gromady. Większość masy gromady rozkłada się wokół regionów centralnych. Gromada Abell 520 jest zdominowana przez ciemną materię. Rozkład ciemnej materii określono na podstawie obserwacji wykonanych w paśmie widzialnym oraz analizy zniekształcenia światła odległych galaktyk, będącego skutkiem oddziaływania soczewkowania grawitacyjnego przez masę galaktyk gromady. Zebrane dane wskazują, że ciemna materia zgromadziła się głównie blisko centralnego regionu gromady, wypełnionego w większości gorącym gazem, gdzie jednocześnie występuje niewiele galaktyk.
Rozkład ciemnej materii wewnątrz tej gromady jest niezgodny ze współczesnym stanem wiedzy na temat tej materii. Ciemna materia uważana jest za „klej”, który trzyma razem galaktyki. W przypadku gromady Abell 520 hipotetyczna ciemna materia znajduje się w jej środku, ale nie ma tam galaktyk, które teoretycznie powinny się tam znajdować.